# Nyírvölgy
Nyírvölgy (horvátul: Mačkovec) falu Horvátországban, Muraköz megyében. Közigazgatásilag Csáktornyához tartozik.

## Fekvése
Csáktornya központjától 3 km-re északra fekszik.

## Népessége
| 2021 | 1 222 |

## Története
A települést 1367-ben "Poss. Moskowecz" néven említik először. 1478-ban "Poss. Maskowcz" néven szerepel. A csáktornyai uradalomhoz tartozott. I. Lajos király 1350-ben Muraközzel együtt Lackfi István erdélyi vajdának adományozta, aki 1351-től a horvát-szlavón-dalmát báni címet viselte. Miután a Lackfiak kegyvesztettek lettek a Muraközt 1397-ben a Kanizsaiak kapták meg, akik Zsigmond király hívei voltak, de már 1405-ben elvették tőlük. 1437 után a Cilleieké, majd a Cilleiek többi birtokával együtt Vitovec János horvát bán szerezte meg, de örökösei elveszítették. Hunyadi Mátyás Ernuszt János budai nagykereskedőnek és bankárnak adományozta, aki megkapta a horvát báni címet is. 1540-ben a csáktornyai Ernusztok kihalása után az uradalom rövid ideig a Keglevich családé, 1546-ban a későbbi szigetvári hős Zrínyi Miklósé lett. 1559-ben Zrínyi a szentilonai pálosoknak adta és 1782-ig a rend feloszlatásáig a pálosok birtoka volt. Ezután a vallásalapé. 1791-ben a csáktornyai uradalommal együtt a Festeticsek vásárolták meg.
Vályi András szerint " MACSKOVECZ. Horvát falu Szala Várm. földes Ura G. Festetits Uraság, lakosai katolikusok, fekszik Csáktornyának szomszédságában, a mellynek filiája, határja néhol soványas."
1910-ben 578, túlnyomórészt horvát lakosa volt. A trianoni békeszerződésig Zala vármegye Csáktornyai járásához tartozott, majd a délszláv állam része lett. 1941 és 1945 között újra Magyarországhoz tartozott. 2001-ben 1359 lakosa volt.

## Nevezetességei
- Szent Péter és Pál apostolok tiszteletére szentelt plébániatemploma.